# Malesherbiaceae
Famille
Classification APG II (2003)
Famille
Classification APG III (2009)
Malesherbiaceae, les Malesherbiacées, est une petite famille des plantes à fleurs dicotylédones. Elle comprend un seul genre: Malesherbia.
Ce sont des plantes herbacées, ou semi-ligneuses, souvent très velues, à odeur fétide, que l'on retrouve dans les Andes, en Amérique du Sud, du Pérou jusqu'au Chili.

## Étymologie
Le nom vient du genre Malesherbia, nommé par les auteurs de la Flore du Perou de 1794 en hommage à Lamoignon de Malesherbes, magistrat, botaniste et homme d’État français.

## Classification
La classification phylogénétique APG (1998) situe cette famille et dans l'ordre des Malpighiales. En classification phylogénétique APG II (2003), la famille est optionnelle: ces plantes peuvent être incluses dans la famille Passifloraceae.
En classification phylogénétique APG III (2009), cette famille est invalide et ses genres sont incorporés dans la famille Passifloraceae.